# Tái sản xuất xã hội
Trong kinh tế chính trị Marx-Lenin, tái sản xuất xã hội là quá trình sản xuất được lặp đi lặp lại thường xuyên và phục hồi không ngừng, được diễn ra trên tổng thể những tái sản xuất cá biệt (diễn ra trong từng đơn vị kinh tế) trong mối liên hệ với nhau. Tái sản xuất xã hội hiện diện trong từng đơn vị kinh tế và trên phạm vi toàn xã hội. 

## Phân loại tái sản xuất
Xét về quy mô của tái sản xuất, có thể chia thành hai mức độ là: tái sản xuất giản đơn và tái sản xuất mở rộng.
- Tái sản xuất giản đơn: Là quá trình sản xuất được lặp lại với quy mô như cũ. Đây là đặc trưng chủ yếu của nền sản xuất nhỏ. Trong tái sản xuất giản đơn năng suất lao động rất thấp, thường chỉ đạt mức đủ nuôi sống con người, chưa có sản phẩm thặng dư (sản phẩm dư thừa) hoặc nếu có một ít sản phẩm thặng dư thì cũng chỉ sử dụng cho tiêu dùng cá nhân, chứ chưa đủ dùng để mở rộng sản xuất.
- Tái sản xuất mở rộng: là quá trình sản xuất được lặp lại với quy mô lớn hơn trước và là đặc trưng chủ yếu của nền sản xuất lớn. Để có tái sản xuất mở rộng thì năng suất lao động xã hội phải đạt đến một trình độ cao nhất định, vượt ngưỡng của sản phẩm tất yếu (sản phẩm cần phải có để tiêu dùng) và tạo ra ngày càng nhiều sản phẩm thặng dư.

Theo kinh tế chính trị Mác-Lênin thi lịch sử phát triển nền sản xuất xã hội cho thấy việc chuyển từ tái sản xuất giản đơn sang tái sản xuất mở rộng là quá trình lâu dài gắn liền với quá trình chuyển nền sản xuất nhỏ lên nền sản xuất lớn. Tái sản xuất mở rộng có thể được thực hiện theo hai hướng (mô hình) gồm: 
- Tái sản xuất mở rộng theo chiều rộng: Là sự mở rộng quy mô sản xuất chủ yếu bằng cách tăng thêm các yếu tố đầu vào (vốn, tài nguyên, sức lao động...)., số sản phẩm làm ra tăng lên nhưng năng suất lao động và hiệu quả sử dụng các yếu tố sản xuất không thay đổi (không tăng thêm).
- Tái sản xuất mở rộng theo chiều sâu: KLà sự mở rộng quy mô sản xuất làm cho sản phẩm tăng lên chủ yếu nhờ tăng năng suất lao động và nâng cao hiệu quả sử dụng các yếu tố đầu vào của sản xuất. Còn các yếu tố đầu vào của sản xuất căn bản không thay đổi, giảm đi hoặc tăng lên nhưng mức tăng chậm hơn mức tăng năng suất lao động và hiệu quả sử dụng các yếu tố đầu vào. Điều kiện chủ yếu để thực hiện tái sản xuất mở rộng theo chiều sâu là ứng dụng rộng rãi các thành tựu khoa học - công nghệ tiên tiến.

Tái sản xuất mở rộng theo chiều rộng sẽ khai thác được nhiều các yếu tố đầu vào của sản xuất nhưng có nguy cơ làm cho các nguồn tài nguyên thiên nhiên nhanh chóng bị cạn kiệt, ô nhiễm môi trường.... Còn tái sản xuất mở rộng theo chiều sâu sẽ hạn chế được các nhược điểm trên vì việc sử dụng các thành tựu khoa học công nghệ tiên tiến vừa hạn chế ô nhiễm môi trường vừa giảm được các chi phí vật chất trong một đơn vị sản phẩm làm ra.

## Các khâu
Tái sản xuất xã hội gồm các khâu sản xuất, phân phối, trao đổi và tiêu dùng. Trong mối quan hệ giữa các khâu thì sản xuất là gốc, có vai trò quyết định và tiêu dùng là mục đích, là động lực của sản xuất còn phân phối và trao đổi là những khâu trung gian nối sản xuất với tiêu dùng, có tác động đến cả sản xuất và tiêu dùng
Sản xuất là khâu đầu tiên, trực tiếp tạo ra sản phẩm, giữ vai trò quyết định đối với các khâu khác. Theo kinh tế học Mác-Lênin thì quy mô và cơ cấu sản phẩm cũng như chất lượng và tính chất của sản phẩm do sản xuất tạo ra quyết định đến quy mô và cơ cấu tiêu dùng, quyết định chất lượng và phương thức tiêu dùng.
Phân phối và trao đổi vừa là khâu trung gian, là cầu nối sản xuất với tiêu dùng, vừa có tính độc lập tương đối với sản xuất và tiêu dùng, vừa có tính độc lập tương đối với nhau. Phân phối bao gồm phân phối cho sản xuất tức là phân chia các yếu tố sản xuất cho các ngành sản xuất, các đơn vị sản xuất khác nhau để tạo ra các sản phẩm, và phân phối cho tiêu dùng.
Trao đổi bao gồm trao đổi hoạt động thực hiện trong quá trình sản xuất và trao đổi sản phẩm xã hội. Trao đổi sản phẩm là sự tiếp tục của khâu phân phối, là sự phân phối lại yếu tố đã được phân phối.
Tiêu dùng (hay tiêu xài) là khâu cuối cùng, là điểm kết thúc của một quá trình tái sản xuất. Tiêu dùng là mục đích của sản xuất, tạo ra nhu cầu cho sản xuất. Tiêu dùng là một trong những căn cứ quan trọng để xác định khối lượng, cơ cấu, chất lượng, hình thức sản phẩm. Thể hiện theo hai hướng: thúc đẩy mở rộng sản xuất nếu sản phẩm tiêu thụ được và ngược lại, sản xuất suy giảm khi sản phẩm khó tiêu thụ.

## Nội dung cơ bản
- Tái sản xuất của cải vật chất

Là việc sản xuất lại các của cải vật chất mà đã bị tiêu hao, hao hụt do quá trình tiêu dùng của con người hay mất mát vì các lý do khác nhau. Theo kinh tế học Mác - Le6nin thì tái sản xuất mở rộng của cải vật chất là điều kiện cho sự tồn tại và phát triển xã hội. Trong tái sản xuất của cải vật chất thì tái sản xuất ra tư liệu sản xuất có ý nghĩa quyết định đối với tái sản xuất ra tư liệu tiêu dùng, nhưng tái sản xuất ra tư liệu tiêu dùng lại có ý nghĩa quyết định để tái sản xuất sức lao động của con người, lực lượng sản xuất hàng đầu của xã hội.
- Tái sản xuất sức lao động

Sức lao động xã hội cũng không ngừng được tái tạo. Tái sản xuất mở rộng sức lao động về mặt chất lượng thể hiện ở sự tăng lên về thể lực (sức khỏe) và trí tuệ của người lao động qua các chu kỳ sản xuất. Tái sản xuất sức lao động về mặt số lượng chịu sự chi phối của nhiều điều kiện khác nhau, trước hết là của về mặt nhân khẩu, theo đó tái sản xuất phải đảm bảo sự phù hợp giữa nhu cầu và khả năng cung ứng sức lao động của quá trình tái sản xuất xã hội, nó chịu sự chi phối của các nhân tố chủ yếu như tốc độ tăng dân số và lao động, xu hướng thay đổi công nghệ, cơ cấu, số lượng và tính chất của lao động và năng lực tích luỹ vốn để mở rộng sản xuất của mỗi quốc gia. 
- Tái sản xuất quan hệ sản xuất

Quá trình tái sản xuất ra của cải vật chất và sức lao động gắn liền với tái sản xuất quan hệ sản xuất. Sau mỗi chu kỳ sản xuất, quan hệ sản xuất được tái hiện.
- Tái sản xuất môi trường sinh thái

Vì sản xuất là sự tác động, khai thác các vật thể của tự nhiên để phục vụ cho cầu cho cá nhân và xã hội nên ác tài nguyên thiên nhiên có nguy cơ cạn kiệt (nhất là các tài nguyên không tái sinh). Ngoài ra sự phát triển mạnh mẽ của công nghiệp cũng góp phần làm cho môi trường thiên nhiên bị ô nhiễm Vì vậy, tái sản xuất môi trường sinh thái là sự khôi phục các nguồn tài nguyên có khả năng tái sinh và là điều kiện tất yếu của mọi quốc gia.

## Hiệu quả của tái sản xuất xã hội
Hiệu quả của tái sản xuất xã hội là chỉ tiêu tổng hợp phản ánh sự tiến bộ kinh tế - xã hội, có ý nghĩa quan trọng của nền sản xuất xã hội ở các thời đại khác nhau trong lịch sử. Về mặt kinh tế, hiệu quả của tái sản xuất xã hội có thể tính bằng hiệu quả tương đối hoặc hiệu quả tuyệt đối. Hiệu quả tương đối của tái sản xuất xã hội là tỷ số tính theo phần trăm giữa kết quả sản xuất mà xã hội nhận được với toàn bộ lao động xã hội đã bỏ ra. Hiệu quả tuyệt đối của tái sản xuất xã hội là hiệu số giữa kết quả sản xuất xã hội và chi phí lao động xã hội.

## Xã hội hóa sản xuất
Xã hội hóa sản xuất là sự liên kết nhiều quá trình kinh tế riêng biệt thành quá trình kinh tế - xã hội. Nó là một quá trình được hình thành, hoạt động và phát triển liên tục, tồn tại như một hệ thống hữu cơ và thể hiện trên ba mặt cơ bản:
- Xã hội hóa sản xuất về kinh tế - kỹ thuật (nhấn mạnh vào công nghệ, khoa học)
- Xã hội hóa sản xuất về kinh tế - tổ chức (nhấn mạnh vào vấn đề quản lý).
- Xã hội hóa sản xuất về kinh tế - xã hội (nhấn mạnh vào vấn đề sở hữu).

Xã hội hóa sản xuất được tiến hành đồng bộ trên cả ba mặt và có sự phù hợp giữa ba mặt đó, là xã hội hóa sản xuất thực tế.